# 横浜四季の森フォレオ
横浜四季の森フォレオ（よこはましきのもりフォレオ）は、神奈川県横浜市旭区上白根三丁目に所在するショッピングセンター。大和ハウスリアルティマネジメントが運営している。

## 概要
2005年（平成17年）4月15日にオープン。神奈川県立四季の森公園の南東に立地し、両者の間を県道45号線(中原街道)が通る。コンセプトは「利用者の毎日に欠かせない、森や自然のような存在になりたい。」。
施設内のほとんどの店舗で電子マネーEdyが利用可能。また、施設内に設置された自動販売機もEdy対応である。フォレオではメンバーズカードとしてEdy機能が搭載された「おっ! サイフCARD」を発行しており、当施設のみのポイントシステムがある。チャージ機は施設内に数か所設置されている。

## テナント
出店テナントの詳細は公式サイト「ショップ情報」を参照。
- 主要テナントは ロイヤルホームセンター、 マルエツ、ノジマ、 ハックドラッグ、 チヨダなど

### 以前のテナント
- 讃岐うどん はればれ - 2008年3月31日 閉店
- ジャンボおしどり寿司 - 2008年8月31日 閉店
- スイートガーデン - 2011年8月14日 閉店

## 交通アクセス
- 鶴ヶ峰駅（相鉄）北口、中山駅（JR東日本・横浜市営地下鉄グリーンライン）南口から相鉄バス旭11系統「長坂」下車。